# Брудні справи по-італійськи
«Брудні справи по-італійськи» («Atti impuri all'italiana») — італійська еротична комедія 1976 року, знята режисером Оскаром Брацці на кіностудії «Chiara Films International».

## Сюжет
Маленьке містечко в Центральній Італії чекає на приїзд нового лікаря. На подив місцевих жителів лікарем виявляється молода жінка Елія Бонвічіні. Але ще більше здивування у консервативних городян викликають вільні звичаї доктореси: вона анітрохи не соромиться свого тіла, відверто говорить про секс, викликаючи тим самим пересуди серед матрон, захоплену агресію хлопчаків і пожадливість у всієї чоловічої частини населення. Але найбільше не пощастило місцевому вдовому мерові та двом його синам, у яких оселилася приїжджа. Здавалося б, треба тільки радіти, але незважаючи на свої вільні звичаї, останній рубіж Елії залишається неприступним.

## У ролях
- Мауріціо Арена: Гедеоне, мер міста
- Даґмар Лассандер: доктор Еліа Бонвічіні
- Стелла Карначіна: Розальба, дочка мера
- Джанлуїджі Чіріцці: Роберто, син мера
- Раффаеле Курі: Чекко, хлопець Розальби
- Тіна Вінчі: Ніна, економка
- Крістіана Мінутеллі: Філомена, покоївка мера
- Джованні Ровіні: Чйондоло, амбулаторний медбрат
- Гіго Мазіно: дон Фірміно
- Ізабелла Б'яджіні: фармацевт
- Вільма Делла Лунга: роль другого плану
- Уго Бенчіні: аптекар Уго
- Марко Геллі: роль другого плану
- Сандра Сільвестрі: роль другого плану
- Енцо Сінікатті: роль другого плану
- Віто Віті: роль другого плану
- Тереза Лай: роль другого плану
- Санто Сімоне: роль другого плану

## Знімальна група
- Режисер — Оскар Брацці
- Сценарій — Оскар Брацці
- Продюсер — Оскар Брацці
- Оператор — Мауріціо Дженнаро
- Композитор — Адальберто Беттіні
- Художник — Джованні Фраталоккі, Моніка Салінеллі
- Монтаж — Джанкарло Венаруччі